# 聖像破壞運動 (東羅馬帝國)

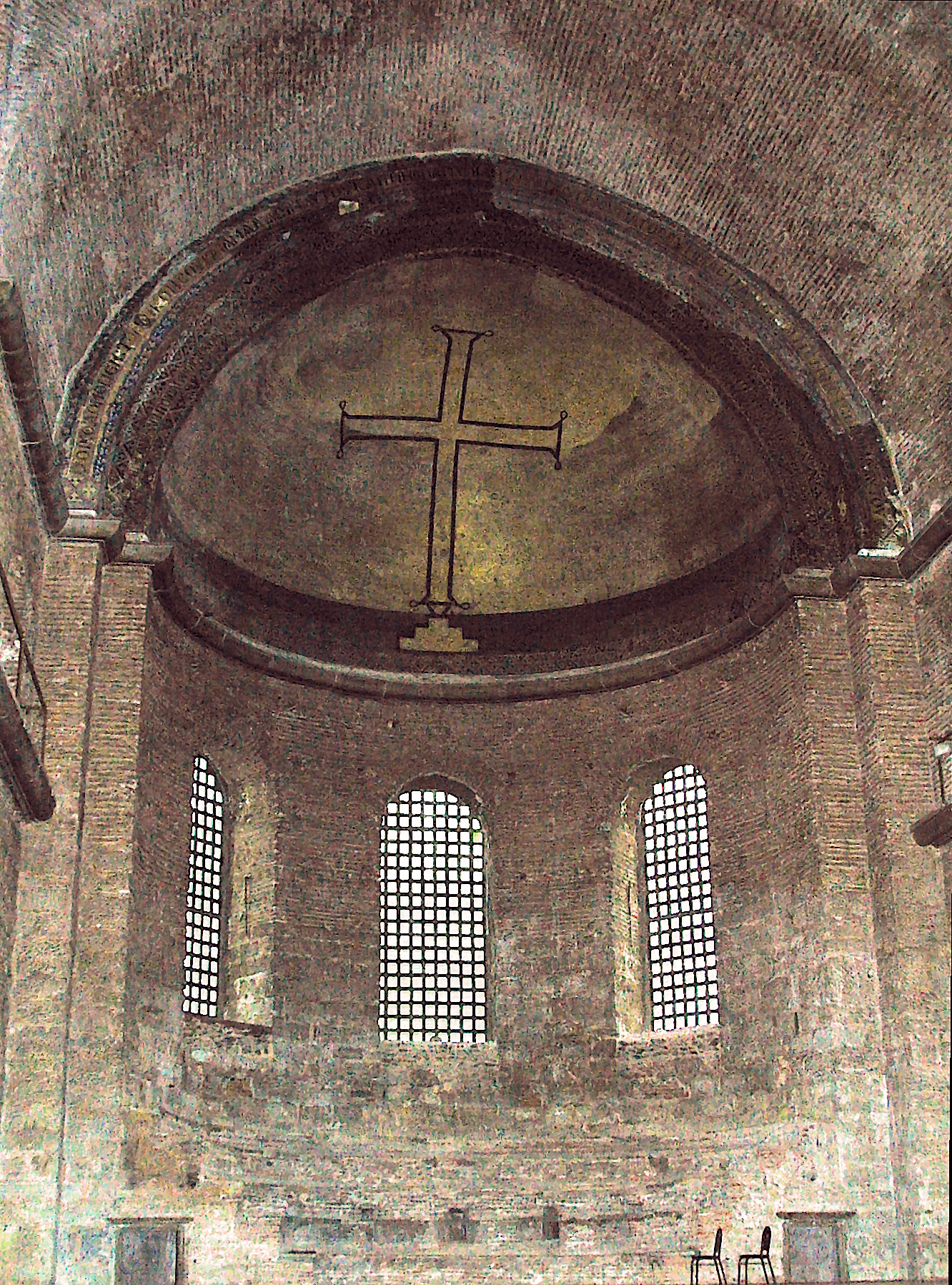
十字架是典型的聖物崇拜的對象

聖像破壞運動（希臘語：Εἰκονομαχία，Eikonomachía，Iconoclasm，又稱毁坏圣像运动、聖像破壞之爭、反圖像爭辯）指8世紀到9世紀之間（有更精準的說是726年至843年期間，一說717年至843年之間）東羅馬帝國（拜占庭帝國）間關於聖像崇拜問題的爭論，以及其中數位皇帝所推行的相關政策。从726年皇帝利奥三世颁布禁止偶像崇拜法令为开端，至843年幼帝米海爾三世统治时期，摄政皇后提奥多拉颁布反对破坏圣像的尼西亚法规为止，持续了117年。外表看起來只是破壞偶像主義的興起，但深層目的是要打擊東西教會大分裂前的羅馬教會與希臘教會在境內的發展。另一方面，國內貴族一直垂涎教会的土地，希望藉以沒收教會財產。

## 背景
380年，狄奧多西一世颁布《薩洛尼卡敕令》打击异教信仰，以确立基督教的国教地位，大量民族宗教传统和地方神话因此被整合到教會的神话中。然而，由异教皈依基督教的信徒，不习惯崇拜没有形象的神；同時，许多曾为异教制作偶像的艺术家和工匠開始转为基督教會服务，教會的艺术风格因而受到罗马既有的艺术风格的影响，描绘的形象趨向栩栩如生。在4到5世紀時期，教會在地下墓穴的绘画和集会所的壁画中，采用了一些象征性的符号和形象来代表基督。
羅馬及希臘文化與本土的文化結合，將原有象徵性的基督信仰，轉為實際性的聖物崇拜。在部分教會人士眼中，圣物崇拜对文化程度较低甚至是文盲的一般民众起著宗教教育的作用，对于基督教的广泛传播功不可没；但當教徒對圣像从一种象徵符号转变为一种偶像崇拜時，许多虔诚的教士和信徒開始感到忧虑。695年，查士丁尼二世將基督的樣貌刻在硬幣上，社會上已經出現了有關描绘耶稣的形象，表现神性或者将人性与神性分离开来，只是表现了人性一面的爭議，指將基督刻在硬幣上是異教的行端，《出埃及记》、《利未记》、《申命记》中都对禁止偶像崇拜做出了严厉的规定。
在7世紀以前，東方和西方的教會中出現許多基督、宗徒、聖人、和殉道者的聖像崇拜，東方大多都是平面的圖像，而西方的教會大都是雕像，這些圖像是為了使在基督的真理上未受教育的人可以學習、思想的方式，但不久人們將這些的圖像當做是守護神一樣，將他們圖像上剝落下來的著色之物摻和於聖體聖事的餅酒之中，亦被視為把這些圖像當成偶像一樣的崇拜，而有關於圖像的爭辯是爆發於8世紀而延長到9世紀。
猶太人與回教徒對基督徒的圖像不能認同，並加以批評。但有些伊斯蘭教地區的基督徒覺得圖像崇拜頗吸引人，是穆斯林和猶太人改宗基督教的一大主因。

## 原因
總體而言，利奧三世推行運動是因為人民對當時奢華教會的不滿，要求簡化宗教儀式，取消聖像崇拜，教會地位崇高及財富雄厚，帝國政府想利用破壞聖像抵抗修院的勢力，因而藉由認為聖像就是聖經上所說的偶像，有違宗教原則的指責，發動毁坏圣像运动。

### 政治因素
破坏圣像运动是一场帝国皇帝与教会争夺对教会控制权的斗争。自4世纪以來，东罗马皇帝就對教会握有極大影響力，这是由於早期东罗马皇帝作为羽翼未丰的教会的保护人而自然形成的。不過，在破坏圣像运动爆发前，皇帝與教宗爭奪權力的斗争一直没有停止，而且愈演愈烈。自君士坦丁大帝於公元324年亲自主持召开第一届大公會議后，狄奥多西一世、狄奥多西二世、马尔基安和查士丁尼一世分别主持召开大公會議。罗马主教（即教宗）马丁曾企图主持第二次大公會議，但他旋即被君士坦丁二世下令押解至首都监禁，而后遭到流放 。其次东罗马皇帝擁有控制五大教区，即罗马、君士坦丁堡、耶路撒冷、亚历山大城和安条克教区的教會高層的任命權，君士坦丁一世、狄奥多西二世及查士丁尼一世分別罷免教區內的大教長及主教職位，教宗维吉吕更被软禁于君士坦丁堡达7年之久。但教會一直力图希望摆脱皇权的控制，君士坦丁一世时，主教有权审理世俗法庭审理过的任何案件，而主教的判决被认为是终审判决，狄奥多西一世时，教会进一步获得了税收和司法等方面的特权。7世纪時，教会反对了希拉克略提出的“联合论”和“两性一意论”，罗马主教格里高利一世更公开反对禁止官员和士兵在未完成职责以前进入修道院的皇帝敕令，又利用东罗马世俗大贵族争夺皇权，至7世纪末，罗马主教色爾爵在与皇帝的斗争中公然煽动军队反叛朝廷。教會權力不斷的提高，促成了利奧三世發動破壞聖像運動以限制教會的發展。

### 經濟因素
4世纪以后，教會作为东罗马的国教，受到特殊的保护，教会财产增加极为迅速。君士坦丁一世的《米兰敕令》即明确规定，发还教产，许可教徒向教会捐赠各种形式的财产。第一次尼西亚公会議后，教会不仅得到了大量地产、金钱和粮食，還兴建了大批教堂和修道院，教會的庄园内包括农用耕地、房产、果园、橄榄园、葡萄园、山坡牧场、小型手工作坊、农户、畜群等，修道院的高墙内，有修士的居室、工作间、教堂、会堂，其周围的田地亦由下级修道士耕作，此類田產為教會帶來了龐大的收益。同時，教会通过接受捐赠、遗产和经营庄园等途径，每年都可以得到相当丰厚的收入。教会又吸引了大批青壮年人出家，成为教职人员或修道士。6-7世纪，东罗马帝国连年战争、瘟疫不断，人力资源消耗严重。军队人数急剧下降，人力资源的短缺还直接削减了纳税人的数量，减少了东罗马传统税收人头税的总量，使国家收入大幅度下降。在利奧三世執政期間，阿拉伯人佔領了帝國大部分的領土，令佔領地內的修士回流到境內，導致境內的修士人數大增。修士及教會在帝國境內一向享有眾多的特權，他們所占有的土地却几乎占了帝国的半壁江山，加上教會所擁有之土地內稅收及收益，不需繳納給世俗王權，令宗教階層造成重大之影響。因此東罗马帝国的皇帝透過此運動，大量没收教产、关闭修道院、强迫修女修士还俗。

### 軍事因素
为了抵抗外敌入侵，希拉克略王朝和伊苏里亚王朝的皇帝大力推行军区制，将全国处于军事管制之下，建立军役和封建义务合一的军事屯田制。军区制的实施需要大片的国有土地，但國內大部分的土地均控制在教會之下，致使未能將土地分配給保護國家的軍官，令國家的防衛體系受到動搖。其次，利奧三世所封的軍區領袖大多是來自東方的小亞細亞（利奥三世本人就来自对抗阿拉伯人的前线托羅斯山脈），這批軍事貴族受到回教的影響，一般都有反聖物崇拜的傾向，同時對教會的封建勢力感到恨之入骨，利奧三世為了討好這批軍事貴族，故此發起聖像破壞運動以爭取他們的支持。更重要的是大量的青少年出家當修士，令國家缺乏軍隊兵源，當時拜占庭正面對阿拉伯人及保加利亚人的入侵，帝國不得不解決青少年人逃避到教會的問題，最終以運動來強迫關閉修道院等設施。

## 經過
這個爭辯大多是在東方的教會，在723年的時候，回教國王耶濟下令撤除他境內一切基督徒在教堂中一切的圖像。

### 利奧三世時期
第八世紀時，東羅馬皇帝利奧三世（在位時間717年-741年）發動禁止崇敬宗教圖像的運動（又稱破坏偶像主义），725年下令教會不得在崇拜中使用圖像。在726-730年間，兩度宣佈反對供奉聖像的詔令，是為破坏圣像运动。首先他在726年，颁布了《禁止崇拜偶像法令》，中止了君士坦丁堡及各省的一切关于偶像崇拜的活动，同時大批教會的土地被充公，剩下的土地亦必须交税，教會被取缔，大批修士还俗，恢复了劳动人民的本色，徵用教會產業，宣佈沒收意大利南部什一稅，730年，他召開宗教會議，撤換了反對運動的大教長日耳曼努，代之的是擁護運動的大教長阿納斯塔西烏斯，並制定了有關的宗教法規，為此運動提供了宗教上理論的依據。
結果引起宗教界的叛變，教宗额我略二世對此表達強烈抗議，部分意大利和希腊地區更爆发了人民起义。利奧三世甚至動用軍隊執行其命令，君士坦丁堡的主教長革爾曼阿斯，反對皇帝的這個命令，主教長革爾曼阿斯馬上就被皇帝除去職位。727年，拉文納更因此脫離帝國的統治，731年，額我略二世更宣布开除利奥三世和全体圣像破坏者的教籍，不過都無阻破坏圣像运动的進行。

### 君士坦丁五世時期
利奧三世於740年去世，利奧三世的兒子君士坦丁五世子承父業，繼續推行此運動，雖然運動因阿尔塔瓦兹德中途奪位而暫停，但在743年，君士坦丁五世復位後再次推行，大量的聖像藝術品焚燬，教堂內的聖像雕刻被石灰水洗清，破壞聖像運動的推行一直打擊教會的收入及發展，更重要的是破壞聖像運動一直在教會中未找到定案，此運動一直激發各教義派別的矛盾，令社會處於不安的情緒，結果君士坦丁五世得此加強集權統治，
大馬士革的聖約翰也是擁護圖像崇拜的，但是他因為在回教區域的境內，皇帝無法對他施權，所以這樣一亂就快三十年之久了，大馬士革的聖約翰是這樣說的：「上帝臨在於圖像中，正如他臨在聖晚餐中一樣。作表記的圖像是未見之事物的真實代表。基督像如果沒有描繪出來，那他就不是真基督了」。他們在清除東方教會的圖像之外，過不久也下了一道敕令，在西方的各教堂也要如此，而主教怒氣沖沖地把皇帝處以破門律。而這件事也是造成1054年基督教大分裂其中一個助因。
754年，君士坦丁五世更於一次宗教會議中，將聖像崇拜的擁護者大馬士革的聖約翰逐出教會。另一方面，教宗哈德良一世為了救助受到君士坦丁五世迫害的信徒，於782年，復修了希臘詠經團聖母堂，作為收容逃難信友。

### 伊琳娜女皇時期

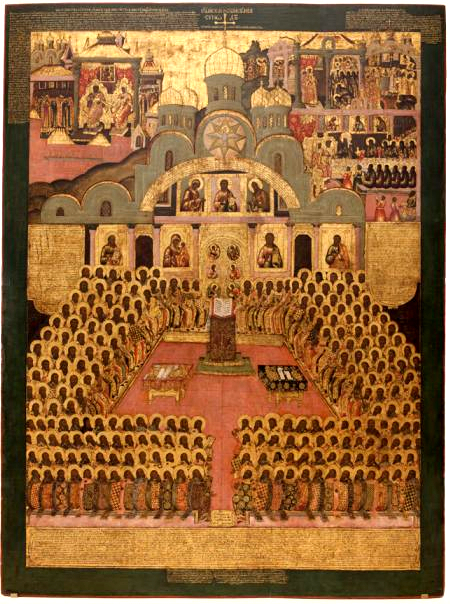
第二次尼西亞公會議的圖像

君士坦丁六世繼位，但由於年幼由伊琳娜女皇攝政，但伊琳娜女皇很快就廢掉君士坦丁六世的皇位，伊琳娜女皇和支持聖像派妥協，教宗哈德良一世得以在787年召開第二次尼西亞公會議，討論敬拜聖像在教會中地位的問題，結論是不斷注目於繪畫的圖畫能夠維持一個人的信仰，並使人經常留心其中的教訓，肯定了聖像之重要性，且重申聖像可以被重視但不可以被當成神來崇拜。並下令把反对圣像崇拜者的法令、文件和著述全部销毁，但這次會議並未停止聖像破壞運動。

### 利奧五世時期與終結
到了815年，利奥五世召開宗教會議，恢复圣像崇拜禁令，废黜大教长尼基弗鲁斯，取而代之的是一位崇尚毁坏圣像的主教，利奧五世是破壞聖像運動的堅定支持者，他以君士坦丁五世為榜樣，重新推行被廢止的破壞聖像法令，否認第二次尼西亞公會議的決議。直至843年，米海爾三世登位，摄政皇后提奥多拉颁布反对破坏圣像的尼西亚法规，此運動才得以終結，没收的教产不用交回教會，而聖像則免於遭受破壞。

## 影響

### 教會地位
破坏圣像运动的产生，遏制了教会无限膨胀的经济特权，限制了教會的擴張，是次運動是君權與神權的交替，此運動在各方面打擊教會，導致教會需依附在君權之下，皇权高于教权的原则並未发生动摇，並加深了東西教會的裂痕，促成1054年東西教會大分裂。在毁坏圣像运动之前，教会佔有大量的土地和人口，这场运动打着宗教的旗帜，自上而下，矛头直指教会土地和财产。对教会打击最为严厉的是在君士坦丁五世时期，他大量没收和剥夺教会占有土地，打击和迫害修道士，使教会在经济上受巨大的损失。从思想上和理论上又严重打击了圣像崇拜者的主张，巩固了拜占廷帝国统治，重新树立了皇权对教权的高度权威，导致了教会阶层的相对衰落。在东罗马帝国的历史上，教会始终未能像罗马教会那样发展成为凌驾一切的至高权力。另一方面，中部意大利脱离東羅馬帝國，在法蘭克帝國的矮子丕平支持下建立了教宗国，教宗本身的独立性增强了，从而为中世纪西方教权向鼎盛时期发展准备了条件，加速了东西方教会走向分裂的进程。但另一方面，破坏圣像运动亦促使了部分的省份，脱离帝国的统治，打擊了帝國的稅收。

### 封建制度
在當時來說，教會的權力並非一般貴族或騎士可比擬，教會地位下降，取而代之是貴族和騎士的地位提升，改變了整個社會階層，加快了封建化的进程。长期的对外战争使军区制得到了迅速发展，政府对军队上层进行大规模分封，形成了一个人数众多的军事封建贵族阶层，运动中被没收的修道院的土地，大部分被新兴军事贵族所占有，大部分成了军士的封地。军事贵族领地上的村社农民更快地沦为依附农民或农奴，从而加速了拜占廷帝国的封建化进程。东罗马皇帝为拉拢军事贵族杯葛教會，有意识地赋予大地主各项经济、行政、司法和军事特权，进而加强了他們发展的趋势。由此，促进了新兴封建地主阶级的发展。不過，兴起的以大地产为后盾的军事贵族成为帝国晚期政治分裂的主要因素。军事贵族的实力不断的增强，逐渐形成了与中央集权抗衡的地方分裂势力，他们借经济势力与中央政府抗衡，又与中央政府的官僚势力争权夺利，明争暗斗，部分更推翻当朝皇帝，自立为帝。

### 歐洲平衡
这场运动把帝国从外族入侵、包围、挟攻的危亡中拯救出来。圣像破坏运动带来了军事上的转机，帝國從教會中沒收得來的財產重新分配給國內的軍事貴族，令軍士們勇於為國家戰鬥，虽遭受过无数次的外族入侵，但都回击了入侵者的進攻。最重要的是以自己的强大保全了西方世界的发展，拜占廷帝国实际是欧洲的东方前哨，如果没有拜占廷，阿拉伯人和回教徒就会直接冲击西方国家，给西方教权和皇权的统治带来威胁。正是由于圣像破坏运动才使拜占廷帝国在政治、经济和军事上强盛起来，有力量对付周围阿拉伯人、保加利亚人、斯拉夫人的无数次进攻，保全了帝国，同时也保全了西方世界的自由及宗教發展。

### 藝術文化
破坏圣像运动对于拜占廷文化的发展是一把双刃剑。一方面，大量圣像在运动中被破坏，对帝国文化造成无法估量的损失；一些拜占廷帝国早期创作的艺术珍品在運動中毁于一旦，著名的圣索菲亚大教堂亦是其中的犧牲者。但另一方面，運動兴起了世俗艺术的热潮，一些无法逃离拜占庭的学者或艺术家，为了生存而放弃自己的主見，改变了自己的創作风格、特色，被石灰水刷掉圣像的墙壁上出现了以皇帝图像和花草动物等自然景物为主的世俗绘画，其中不乏对重大战役、皇家生活、公众活动和赛车竞技等场面的描绘。同一時間，逃到意大利的学者在該地建立大學和修道院，將东方文化传入西方，對後來意大利的文艺复兴有很大影响。
經歷過百年的破壞聖像運動終於落幕，印證著盛行崇拜諸神雕像藝術的希臘文化戰勝歷來反對偶像崇拜的阿拉伯文化，使希腊文化得到复苏。